# Kociołek Szlachecki
Kociołek Szlachecki (dawniej Płocice, Wilkusze, Kociołek, niem. Klein Kessel, Adlig Kessel) – wieś w Polsce położona w województwie warmińsko-mazurskim, w powiecie piskim, w gminie Pisz. Leży między Piszem a Orzyszem. W latach 1975–1998 miejscowość administracyjnie należała do województwa suwalskiego.

## Historia
Wieś została założona w 1555 r. na prawie chełmińskim, z pierwotną nazwą Płocice oraz Wilkusze (Kociołek, Klein Kessel, Kessel, Plotziza, Wilkische). W 1555 książę Albrecht nadał Piotrowi, synom sołtysa ze Zdor, komornikowi i dwornikowi w Łupkach, 3 łany na prawie lennym, które wcześniej posiadał. Znajdowały się one między Zdorami a jeziorem Kocioł, tak wynika z opisu granic dalszych dóbr nadanych Piotrowi, gdyż jeden łan i 6 morgów leżało między Wilkuszami (dobra Blumsteina) a właśnie owymi trzema łanami (zapisane jako Jany Garnmeister). Nie wiadomo od kiedy wspomniany Piotr posiadał te dobra. Na pewno powstały w czasach książęcych i dały początek Płocicom (Plotzitza). Po śmierci Piotra dobra objął syn Jan Garnmeister (dokument z roku 1653). Później majątek przeszedł w ręce Machtów. W XVIII w. zaczęto używać nazwy Kociołek (Klein Kessel). W 1563 roku dobra powiększono, sprzedając Piotrowi jeden łan i 6 morgów przy dobrach Walentego Blumsteina, na pomoc jego służbie (jako dwornikowi) oraz potwierdzając nadanie mu kolejnych 3 łanów "z łaski". Wspominane 3 łany określono jako Kessel genanth: pomiędzy Szczechami i Zdorami "in der  Wilkusche" (w 1598 r. dobra te liczyły 8 łanów i 13 morgów. Natomiast w 1663 - 13 łanów i 2 morgi). 
Wilkusze (Kociołek, Klein Kessel, Wilkuschen) w 1561 r. w sąsiedztwie "zu Wilkuschen" książce Albrecht nadał na prawie magdeburskim wspomnianemu Walentemu Blumsteinowi 4 łany, znajdujące się między jeziorem Kocioł i jeziorem Białoławki (Biolowken) oraz rzeczką Wilkus (Wilkuschen). W 1564 r. dobra te zostały powiększone w wyniku sprzedaży wspomnianemu Blumsteinowi 3 łanów boru a w 1572 dwóch kolejnych łanów. Majątek Blumsteina zwano Wilkuszami. Był to majątek szlachecki (obecnie miejscowość Kociołek Szlachecki).
Potem Płocice i Wilkusze wymieniano pod wspólną nazwą Kociołek (Klein Kessel), wyróżniając jedynie ich odmienny status (dobra szlacheckie i wolne). Już w 1579 r. wykazano pod jedną pozycją dwór Wilkusze Blumsteina oraz majątek Piotra Dwornika (Dwortznicken), wówczas należący do Jana, syna Piotra. W połowie XVI wieku Blumsteinowie posiadali Szymki, Kociołek, Borki i przez pewien czas Sokoły (łącznie ponad 85 łanów)
W 1855 we wsi powstała szkoła. W 1895 powstała tu parafia i najprawdopodobniej wybudowano kościół.
w 1935 w tutejszej szkole pracował jeden nauczyciel i uczyło się 21 dzieci. W 1939 roku we wsi mieszkało 91 osób.
9 grudnia 1947 r. ustalono urzędową polską nazwę miejscowości – Kociołek Szlachecki, określając drugi przypadek jako Kociołka Szlacheckiego, a przymiotnik – kociołecki.

## Zabytki
- ceglany neogotycki kościół z 1906 r.
- park podworski
- kilka budynków dawnego folwarku